# Tempe Diablo Stadium

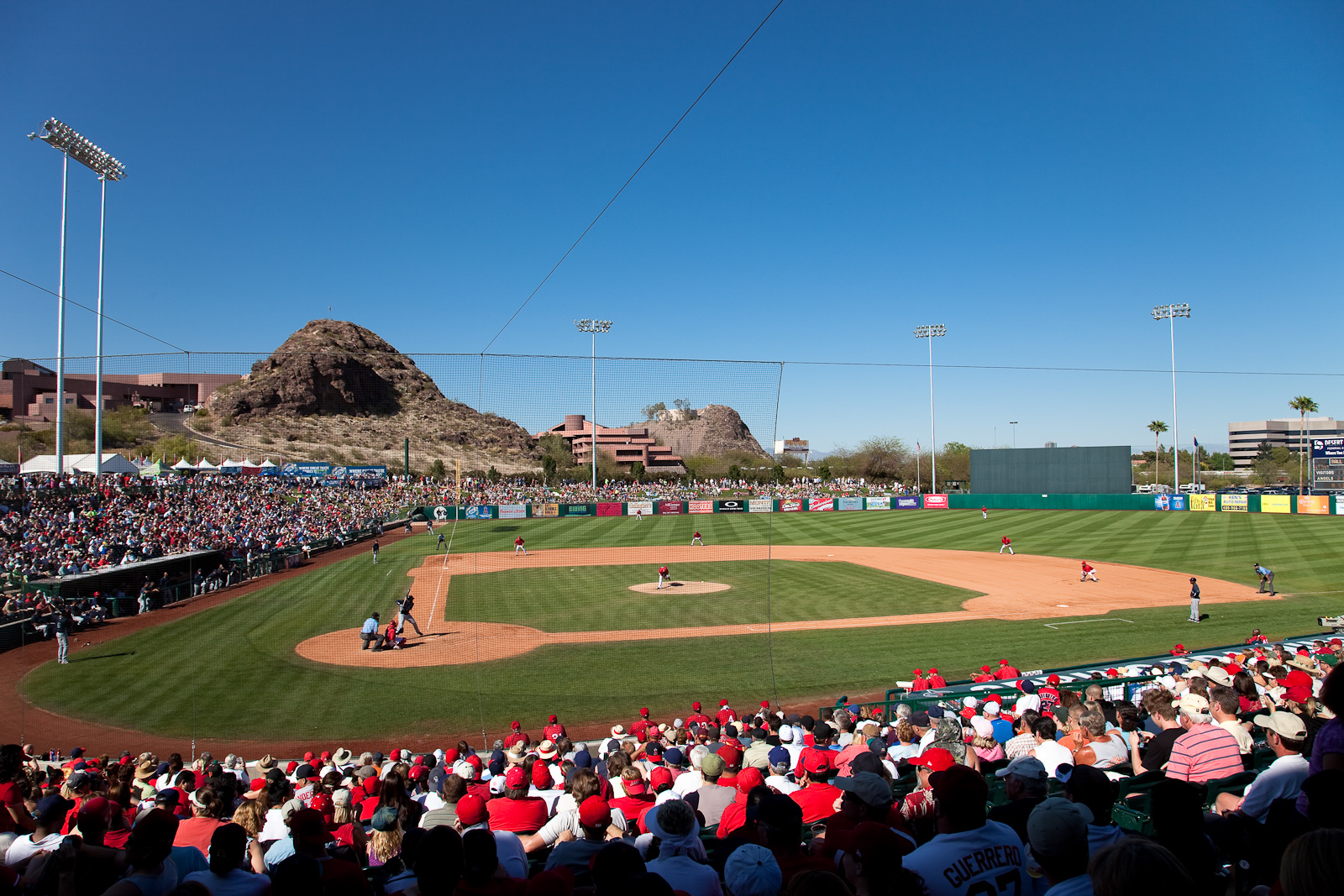
Le Tempe Diablo Stadium en 2009.

Le Tempe Diablo Stadium est un stade de baseball, d'une capacité de 9500 places, situé dans la ville de Tempe, dans l'État de l'Arizona, aux États-Unis.

## Histoire
Il est depuis 1993 le stade des entraînements de printemps des Angels de Los Angeles d'Anaheim, ainsi que le domicile depuis 2007 de l'un de leurs clubs-écoles, les Angels de la Ligue de l'Arizona, club de niveau recrue évoluant en Ligue de l'Arizona.
Le stade a été inauguré en 1968. Il a été le stade des entraînements de printemps des éphémères Pilots de Seattle en 1969 et 1970, les Brewers de Milwaukee en 1971 et 1972, et les Mariners de Seattle de 1977 à 1993.